# Gościęcice

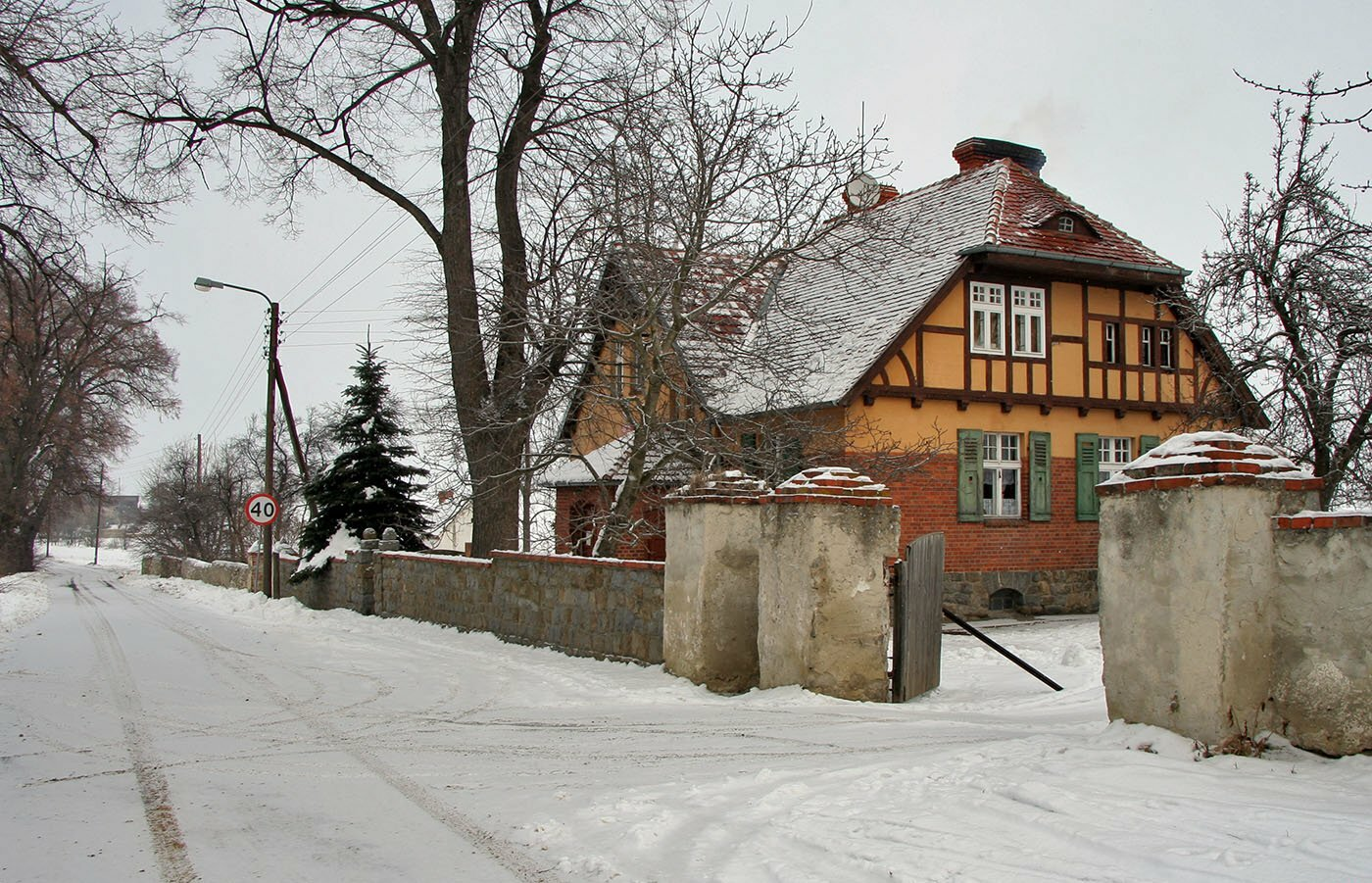
Forsthaus

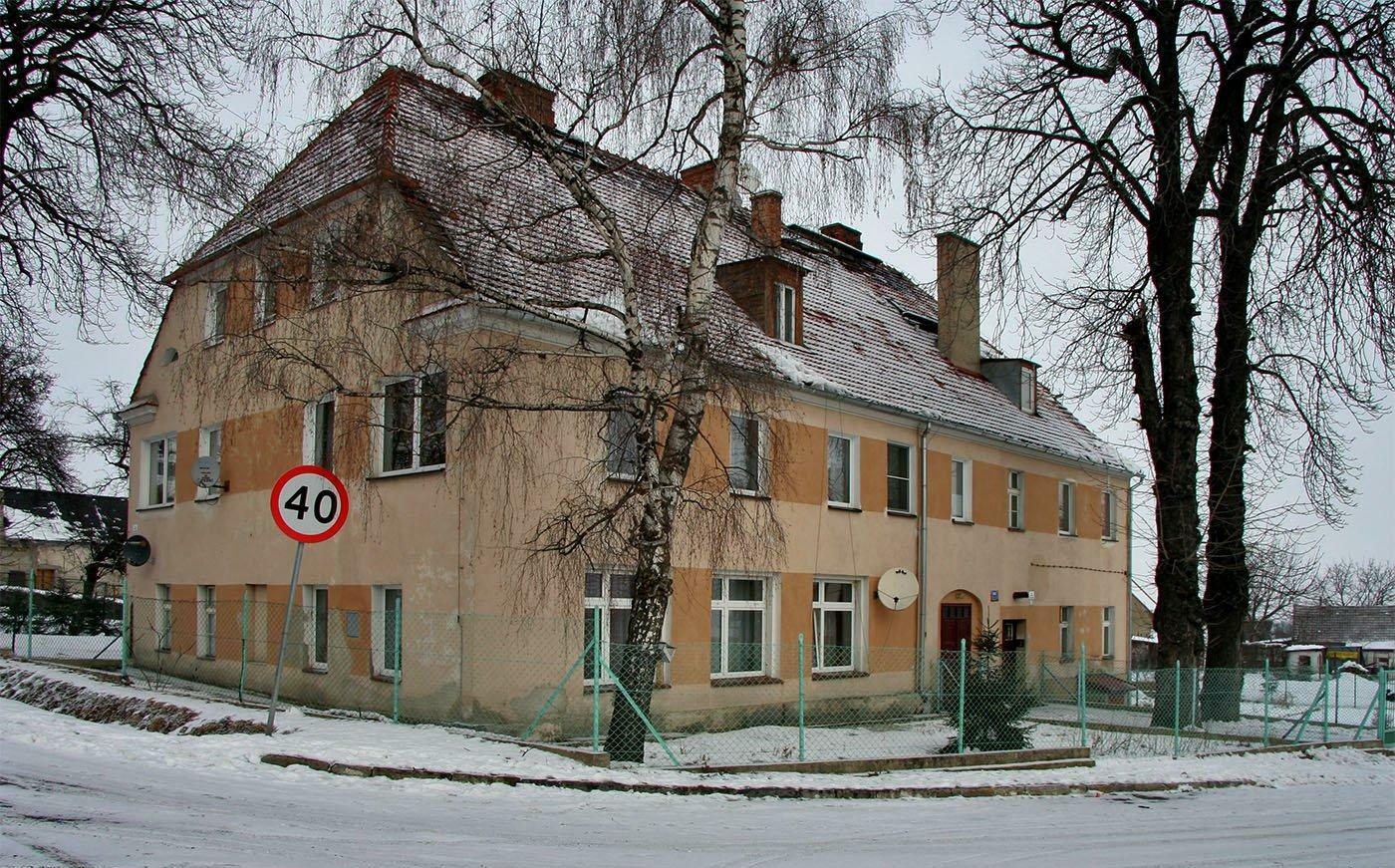
Schulgebäude

Gościęcice (deutsch Mehltheuer-Podiebrad, 1937–1945 Mehltheuer; schlesisch Melter) ist ein Dorf in der Stadt- und Landgemeinde Strzelin (Strehlen) im Powiat Strzeliński (Kreis Strehlen) in  Woiwodschaft Niederschlesien in Polen.

## Lage

### Nachbarorte
Nachbarorte sind Gęsiniec (Hussinetz) im Nordwesten, Dębniki (Eichwald) im Südwesten, Biedrzychów (Friedersdorf) im Nordosten, Kuropatnik (Töppendorf) im Südosten. 

## Geschichte
Im zum Forst Mehltheuer gehörenden Wald existierten bis in das 19. Jahrhundert Ruinen des in den Hussitenkriegen zerstörten Dorfes Goschwitz. Der Platz war damals mit 200-jährigen Eichen bepflanzt. Nach dem Ersten Schlesischen Krieg fiel Mehlteuer mit dem größten Teil von Schlesien an Preußen. Grundherr von Mehltheuer und Podiebrad war im 18. und 19. Jahrhundert das fürstliche, später königliche Domänenamt bzw. Rentamt Strehlen. Auf dem Vorwerk Mehltheuer wurde im Mai 1764 von böhmischen Kolonisten die Kolonie Podiebrad gegründet. Zu den ersten Siedlern gehörten 70 Familien. Wie Hussinetz hielten sich die reformierten Gläubigen zur Marienkirche in Strehlen.  
1783 zählte Mehltheuer vier Bauern, die sieben Hufen Land besaßen, 15 Feuerstellen und 77 Einwohner. Die aus den Vorwerks-Äckern angelegte Kolonie Podiebrad bestand aus den Teilen Ober-, Mittel- und Nieder-Podiebrad und zählte 65 Feuerstellen und 352 Einwohner. 1845 waren es für Mehltheuer 13 Häuser, 119 überwiegend evangelische Einwohner (23 katholisch), evangelische Kirche zu St. Michael in Strehlen, katholische Kirche zu Strehlen, ein Schmied, ein Schuhmacher und 16 Baumwollwebstühle. Zur Gemeinde gehörte eine königliche Unterförsterei. Podiebrad zählte eine 1833 gegründete evangelische Schule für alle drei Ortsteile und Mehltheuer mit einem Lehrer und einem Hilfslehrer. In den Ortsteilen waren es:  
1. Ober-Podiebrad, 47 Häuser, 335 Einwohner (zwei katholisch), 70 Baumwollwebstühle, 55 Weber und drei Handwerker
2. Mittel-Podiebrad, 60 Häuser, 476 Einwohner (15 katholisch), 116 Baumwollwebstühle, sechs Handwerker, drei Händler und ein Dorfteich ohne Fische
3. Nieder-Podiebrad, 35 Häuser, 255 Einwohner (16 katholisch), 59 Baumwollwebstühle und ein Stellmacher.

Mehltheuer gehörte bis 1945 zum Landkreis Strehlen. Der Amtsbezirk war Strehlen-Land mit Amtssitz in Strehlen. Am 11. Februar 1937 wurde die Gemeinde Mehltheuer-Podiebrad in Mehltheuer umbenannt. Als Folge des Zweiten Weltkriegs fiel Mehltheuer mit dem größten Teil Schlesiens 1945 an Polen. Nachfolgend wurde es durch die polnische Administration in Gościęcice umbenannt. Die deutschen Einwohner wurden, soweit sie nicht schon vorher geflohen waren, vertrieben. Die neu angesiedelten Bewohner stammten teilweise aus Ostpolen, das an die Sowjetunion gefallen war. Gościęcice ist heute ein Teil der Stadt-Land-Gemeinde Strzelin. Von 1975 bis 1998 gehörte Gościęcice zur Woiwodschaft Breslau.